# Skagerak Arena
La Skagerak Arena è lo stadio dell'Odd. Ha una capacità di 13.500 posti. Precedentemente, era noto con il nome di Odd Stadion. Spesso ci si riferisce ad esso col nome di Falkum, ossia il nome dell'area in cui è situata l'arena.

## Storia
Costruito nel 1923, l'impianto ha attualmente una capacità di circa 13.500 spettatori, grazie ai lavori di manutenzione del mese di aprile 2008. Questi lavori sono stati in parte finanziati vendendo i diritti di sponsorizzazione del nome, che vennero acquistati dalla Skagerak Energi. Lo stadio manterrà questo nome almeno fino al 2017. Il manto erboso è sintetico. Viene anche ricordato per il più lungo gol di testa del mondo nel 2011, ben 58 metri.